# Aeroporto di Santa Maria (Portogallo)
L'aeroporto di Santa Maria è un aeroporto portoghese sito nell'isola di Santa Maria nella regione autonoma delle Azzorre, a 5 km a ovest della città di Vila do Porto. Principale hub nei viaggi transatlantici fino alla fine del XX secolo, fu costruito all'inizio della seconda guerra mondiale per assicurare la protezione ai convogli di truppe degli Stati Uniti d'America ai quali fu ceduta la competenza fino alla fine della guerra. Da quel momento in avanti l'aeroporto assunse un ruolo commerciale, rafforzato dai viaggi fra le isole e dai collegamenti con l'Europa, ottenendo il servizio di comunicazione aerea come corridoi aereo per il settore del Nord Atlantico.

## Storia
Nel contesto della seconda guerra mondiale, nel luglio 1941, una missione portoghese al comando dell'ingegnere colonnello Hermínio José de Sousa Serrano, visitò l'isola di Santa Maria per studiare la possibile allocazione di un aeroporto e optò per il plateau noto come Pico de Maria Dias. Nel dicembre del 1943 tecnici della Pan American World Airways giunsero sull'isola e confermarono che la localizzazione era ottimale per installarvi un aeroporto militare a complemento di quello di Lajes a Praia da Vitória, sull'isola di Terceira. 
L'aeroporto avrebbe quindi assicurato la protezione aerea ai convogli marittimi che attraversavano l'Atlantico diretti in Europa e che venivano attaccati dagli U-boat tedeschi.
Il progetto che fu redatto e che fu inviato per l'approvazione al dittatore portoghese Salazar, comprendeva forniture per un aeroporto da traffico infra-isole e transoceanico, per un costo totale di 5.125 milioni di dollari USA. Il progetto finale, inviato al governo portoghese dalla Pan American, prevedeva un costo totale stimato in 3.130 milioni di dollari USA e comprendeva:
- La costruzione di due moli nel porto;
- L'espansione della banchina e delle rampe;
- Il miglioramento di strade e ponti;
- La costruzione di una strada per l'aerodromo;
- La costruzione di tre piste: due di 2000 metri di lunghezza per 50 di larghezza e una di 1400 metri di lunghezza e 50 metri di larghezza, per un'area di 270000 m2;
- Una piattaforma/tarmac per il parcheggio dei velivoli di 150x150 metri;
- Una torre di controllo e un edificio per la stazione aerea;
- Una rete di erogazione di acqua potabile e una rete fognaria.

### L'aeroporto militare

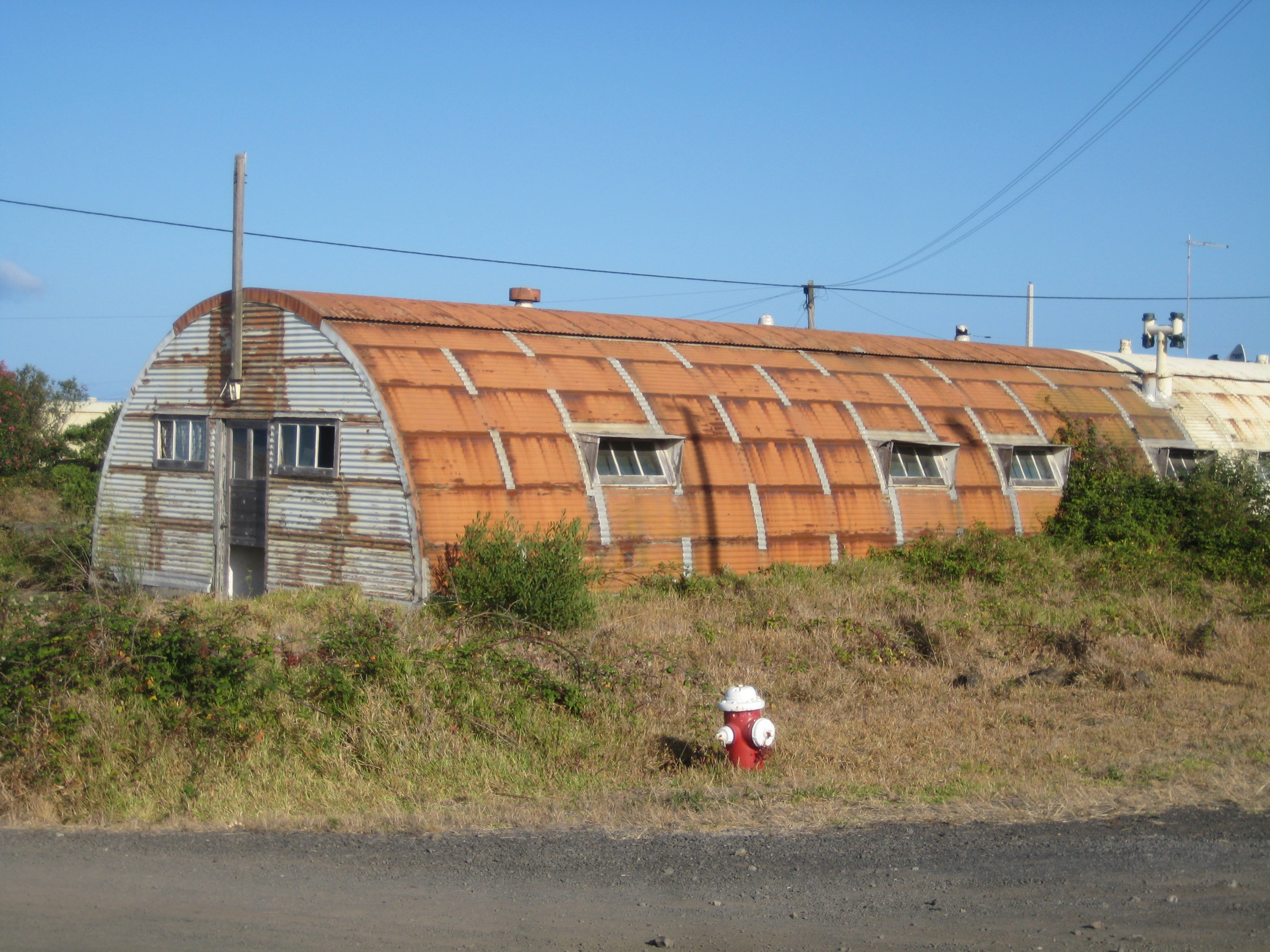
Un capanno Quonset usato per alloggiare i militari

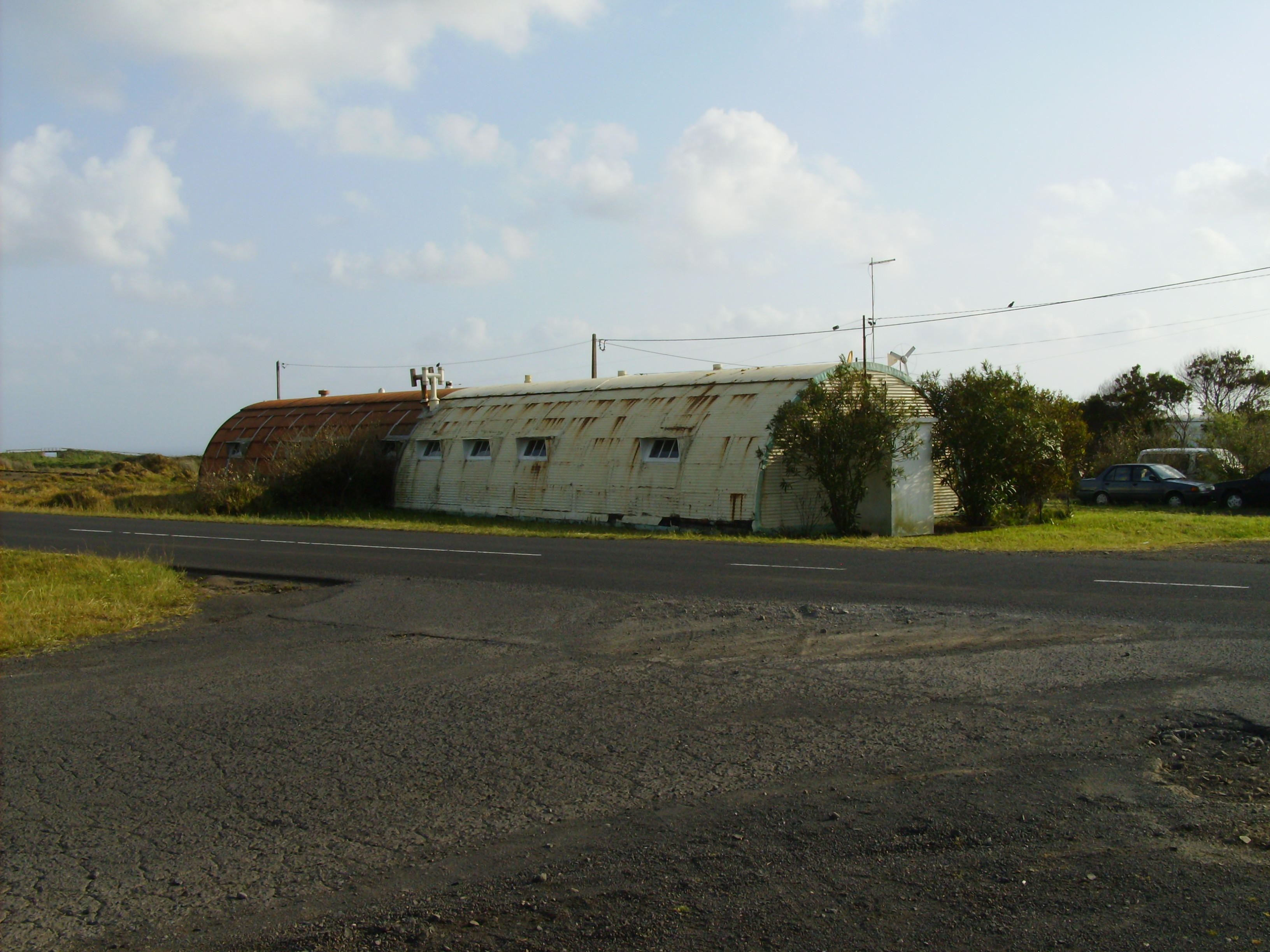
Un altro capanno Quonset rimasto nella zona dell'aeroporto

Mentre veniva redatto il progetto finale, il Ministero della difesa portoghese autorizzava l'immediata esecuzione dei primi lavori, che comprendevano una pista per il trasferimento di velivoli dall'aeroporto di Lajes con tecnici e apparecchiature. L'8 agosto 1944, verso le ore 14 e 15, il primo velivolo atterrava sulla pista, un Dakota C47 Skytrain, della U.S. Air Force, che portava materiali e cibo da Terceira. Esso ripartì un'ora più tardi. Gli americani più tardi estesero le piste di altri 200 metri e per il 15 novembre 1944 era terminata anche una nuova pista di servizio di 1350 metri per 50 (che fu utilizzata fino al 14 maggio 1945.) La prima pista era sita in località Ginjal ed era una pista in terra battuta coperta da una griglia rinforzata in acciaio.
Il 28 novembre 1944 fu sottoscritto un accordo tra i governi degli Stati Uniti e del Portogallo, che stabiliva l'utilizzo dell'aeroporto come punto di transito per velivoli diretti al teatro operativo del Pacifico, o quelli che necessitavano, per motivi meteorologici, di effettuare una deviazione dalla rotta 
A questo seguì il 14 dicembre un accordo simile tra la Pan American Airways e il governo portoghese, che prevedeva un'installazione di apparecchiature radio. I lavori del terminale passeggeri e dei fabbricati ausiliari erano già in stato avanzato, insieme alle piste numero 2 e 3 e all'area di parcheggio per i velivoli. A quel momento lavoravano sul luogo 3000 operai: 2000 americani, 600 provenienti dall'isola di São Miguel e 400 da quella di Santa Maria, un numero in continua crescita che alla fine raggiunse i 3000 americani e i 1000 residenti nelle Azzorre. Nel frattempo il porto fu ampliato per ricevere i battaglioni con le attrezzature necessarie a migliorare le infrastrutture e a costruire una rete di oleodotti per fornire al plateau il carburante per i velivoli. I lavori comprendevano le infrastrutture aeroportuali, strade, acquedotti e fognature, edifici residenziali, spazi per attività sociali (hotel, palestra, chiesa, un cinema/teatro per 1000 persone e un ospedale nell'area di Santana, ove sarebbero stati portati i feriti evacuati dal teatro bellico europeo).
L'11 luglio 1945 il primo aereo dell'aviazione portoghese atterrò a Santa Maria, un Avro Anson proveniente dalla base aerea n. 4 di Terceira (aeroporto di Lajes), seguito il 24 luglio da un C-54 "Skymaster" proveniente da São Miguel, che trasportava numerose autorità statunitensi e portoghesi in visita alle installazioni per inaugurare ufficialmente l'aerodromo il 26 luglio 1945. L'aeroporto fu gestito dalle Forze armate statunitensi fino alla fine del conflitto mondiale e il suo utilizzo raggiunse i 500 velivoli ivi transitati nel periodo.

### Aviazione civile

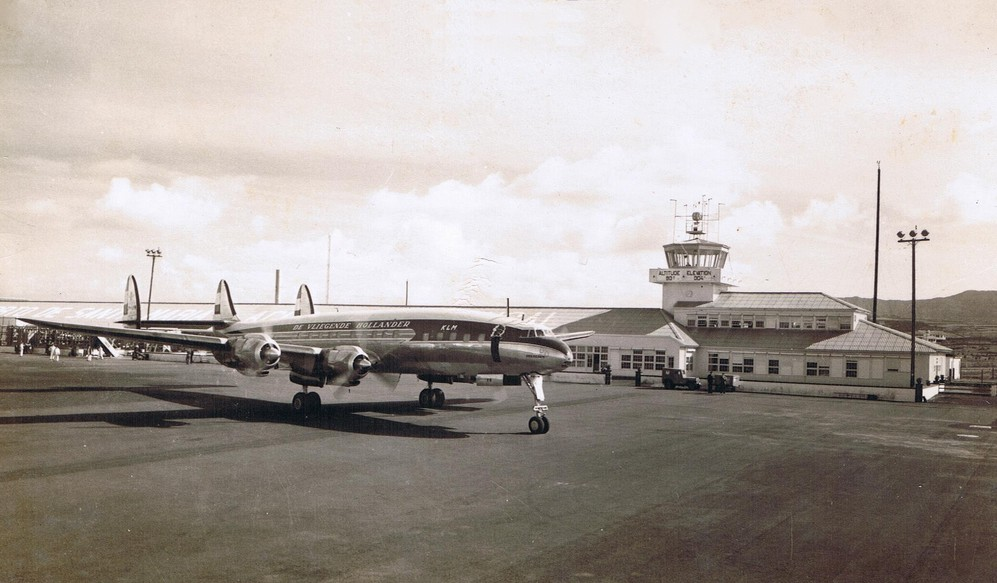
Un Constellation della KLM a Santa Maria Airport, durante il periodo in cui l'isola era un luogo di atterraggio di transito durante i voli transatlantici

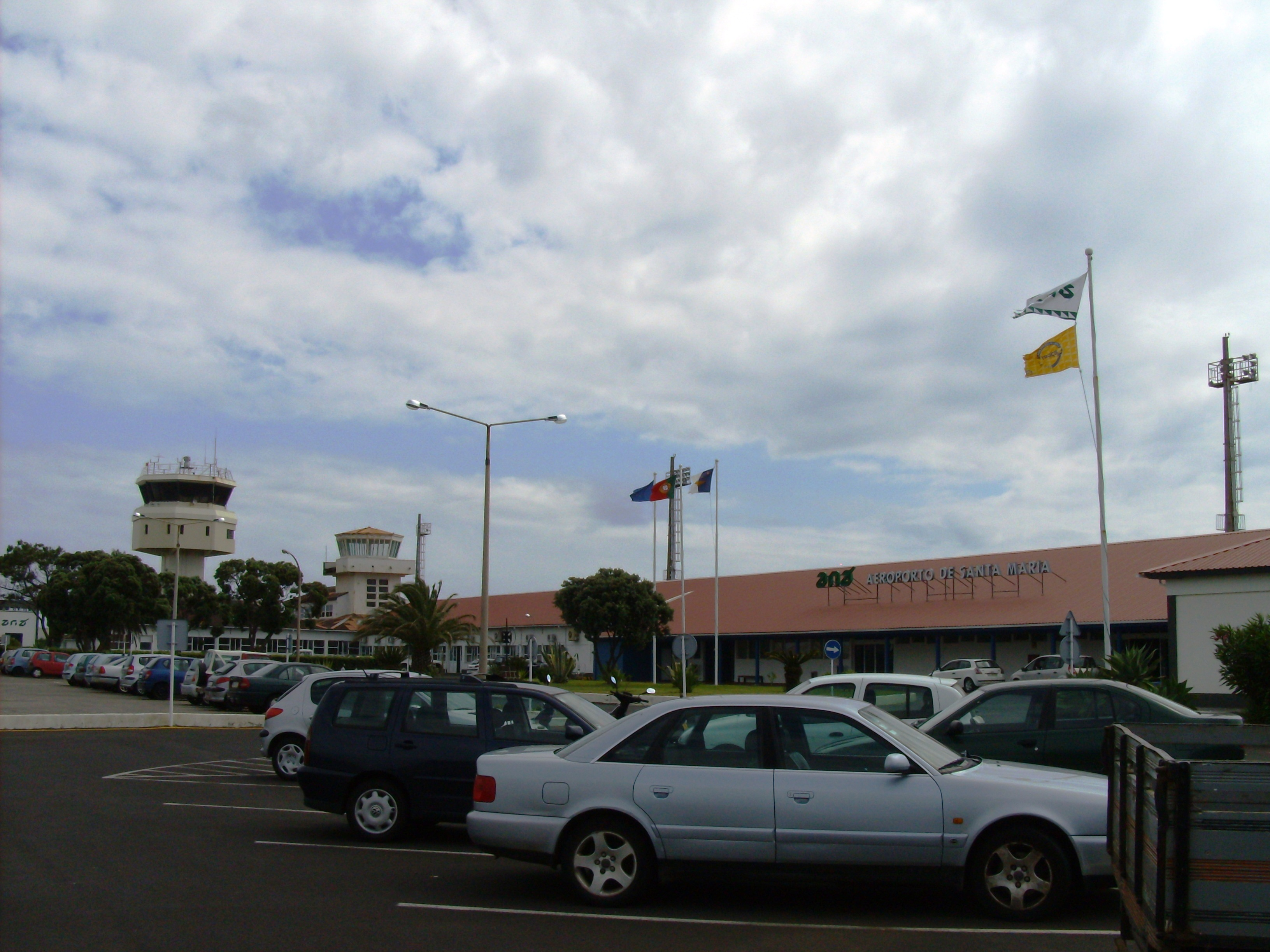
Il principale fabbricato del terminal visto dalle vicinanze dell' aeroporto

Gli accordi tra Portogallo, Gran Bretagna e Stati Uniti consentivano alle loro forze di usare le possibilità offerte dagli aeroporti di Lajes e di Santa Maria fino al 2 giugno 1946. A quella data le forze armate americane di stanza a Santa Maria furono trasferite a Lajes ed entrambi gli aeroporti passarono sotto la gestione del Portogallo.
Dopo l'ispezione del Direttore generale della Direcção Geral de Aeronáutica Civil, a seguito dei miglioramenti apportati alle piste, all'area di parcheggio dei velivoli e alle installazioni del terminal, l'aeroporto fu certificato come idoneo al traffico civile. Il primo velivolo ad atterrare dopo l'ispezione fu un Boeing 377 Stratocruiser della Pan American, sulla rotta New York-Leopoldville, il 29 ottobre 1946 e lo stesso giorno si fermò in transito un Lockheed Constellation.
A seguito della certificazione dell'aeroporto per il servizio civile, Santa Maria fu scelta per operare come centro del controllo del traffico aereo per il Nord Atlantico, sotto la responsabilità del Portogallo, da parte della ICAO (allora nota come PICAO) nel primo semestre del 1946. In quel periodo, a causa della mancanza di un collegamento via cavo coassiale tra Europa e Stati Uniti d'America, Santa Maria divenne un importante centro internazionale per le comunicazioni. 
Queste erano limitate alla telescrivente e alla radio. Con l'installazione di un cavo coassiale tra Stati Uniti e Gran Bretagna nel 1965, tutte le comunicazioni fra i due continenti iniziarono a intersecarsi a Santa Maria. L'aeroporto fu classificato ETOPS alternativo, possedendo proprietà idonee ad accogliere voli transatlantici che necessitavano di atterraggi di emergenza.
L'Aeroporto Internazionale di Santa Maria fu re-inaugurato ufficialmente il 28 novembre 1946. Le infrastrutture esistenti erano state ampliate nel frattempo, con aree residenziali sviluppate dall'architetto Francisco Keil do Amaral, che cercò di mantenerne le caratteristiche esistenti.
Il 13 gennaio 1947, il tenente Owen Pinto de Barros da Costa Pessoa fu il primo direttore nominato per l'aeroporto.
Il precursore di SATA Air Açores (Sociedade Açoriana de Transportes Aéreos) iniziò il servizio per Terceira il 9 giugno 1947, utilizzando un Beechcraft D18S battezzato "Açor".
Dal 1940 al 1970 l'aeroporto fu un importante collegamento per i viaggi transatlantici e il punto focale dell'economia e del lavoro per l'isola. Prima, durante la costruzione dell'aeroporto e delle sue strutture, attraendo lavoratori da São Miguel e da tutto l'arcipelago, poi come hub delle attività aviatorie, sostenendo il traffico aereo nel Nord Atlantico. La TAP Portugal, la compagnia aerea di bandiera del Portogallo, iniziò i suoi voli per l'aeroporto il 7 dicembre 1962, inaugurando finalmente il servizio trans-Atlantico fra Santa Maria-New York (26 aprile 1969) e Santa Maria-Montréal (8 maggio 1971).
Santa Maria era l'unica "porta" per passeggeri che entravano o uscivano dalla Azzorre; essa fungeva da destinazione e punto di transito per le linee aeree dell'Europa, Nordamerica, America centrale e Sudamerica, in aggiunta alle linee dei Caraibi, comprendendo:
- Aeroflot, che iniziò a usare Santa Maria come scalo di transito per Cuba (durante gli anni '60)[6]
- Aeroméxico
- Air France, che iniziò a usare Santa Maria come scalo intermedio nel 1948[6]
- Avianca
- British Airways
- Canadian Pacific Air Lines
- Iberia
- LTU International
- Lufthansa
- KLM, la prima a stabilire un collegamento per New York attraverso Santa Maria (il 21 maggio 1946)[6]
- Pan American World Airways, che iniziò a transitare per Santa Maria nel 1947[6]
- Panair do Brasil
- Surinam Airways
- Swissair, che iniziò a operare su Santa Maria nel 1954[6]
- Trans World Airlines

A cominciare dalla fine degli anni '70, il supersonico Concorde dell'Air France fu indirizzato a uno scalo tecnico a Santa Maria per rifornirsi di carburante, nei voli supersonici settimanali fra Parigi e Caracas.

## Distretto

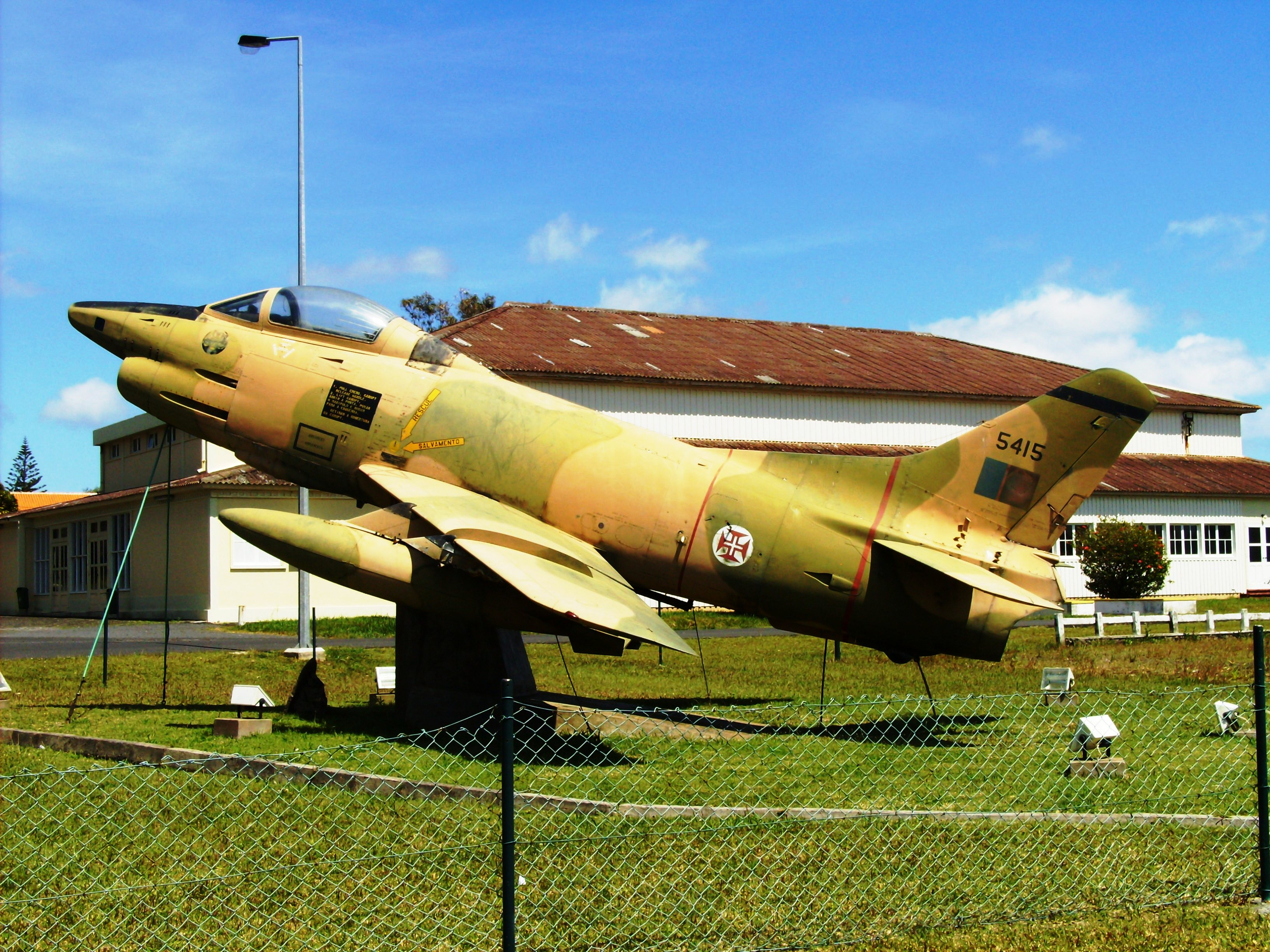
Un FIAT G91 esposto nei pressi dell'aeroporto

L'aeroporto a Santa Maria era parte di un più ampio complesso di fabbricati e infrastrutture costruite nel XX secolo.
A parte i terminali aeroportuali e le strutture per il controllo da terra, l'area successivamente nota localmente come "Aeroporto", comprende un barrio residenziale, i servizi e le strutture per supportare le residenze locali, strade e molti segnali, fermate di trasporto pubblico e sottostazioni elettriche di trasformazione. Lo sviluppo di questo distretto fu importante per quello dell'isola, con numerose installazioni lasciate dalle truppe statunitensi dopo la fine della seconda guerra mondiale (il primo terminale, la torre di controllo, il fabbricato del Clube Asas do Atlântico, la palestra, i cinema e i grandi magazzini) e molti dei semicilindrici alloggiamenti per le truppe, rimasti dopo il ritiro di queste ultime. La sua influenza nordamericana e gli scopi originali segnano la loro differenza dalle costruzioni locali; il disegno urbano e i fabbricati, proprio come molte delle costruzioni progettate dall'architetto Keil do Amaral (l’aeroporto, la residenza del suo direttore, gruppi di residenze) rendono questo distretto distinto rispetto alle altre aree abitate dell'isola. I nuovi dintorni e i fabbricati recenti sono di qualità architetturale inferiore, e corrispondono ai condomini vicini all'aeroporto.

## Linee aeree e destinazioni
Con l'adozione da parte della Compagnie aeree internazionali di velivoli a elevata autonomia, le rotte tra Europa e Nordamerica vengono oggi percorse da voli senza scalo intermedio, il che ha ridotto notevolmente il traffico internazionale sullo scalo di Santa Maria. Oggi l'aeroporto è dedicato prevalentemente al traffico interno portoghese, pur mantenendo la funzione di scalo di emergenza per i voli intercontinentali sul Nord Atlantico.
- Azores Airlines, Lisbona (PSO)[11]
- SATA Air Açores, Aeroporto Giovanni Paolo II (PSO)[11]

## Incidenti e anomalie nei voli

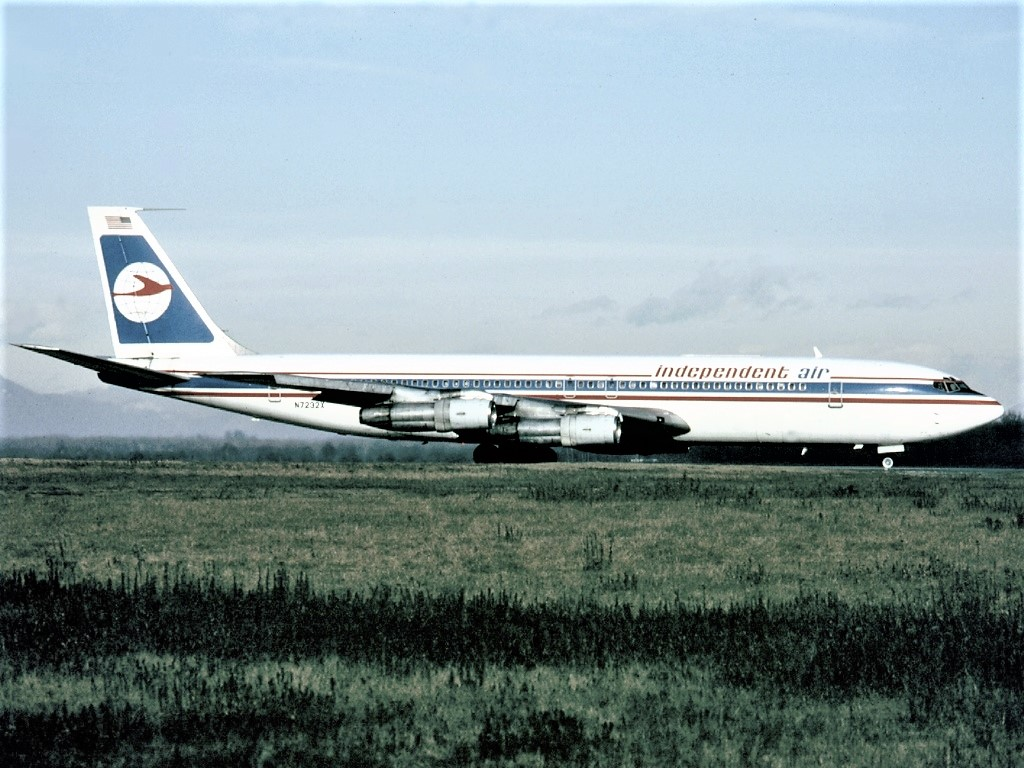
Boeing 707 dell'Independent Air coinvolto in un incidente fatale sulle colline di Pico Alto

Sebbene nell'aeroporto vero e proprio non si siano mai verificati incidenti di rilievo, sono invece accaduti gravi incidenti a velivoli diretti allo scalo di Santa Maria.
- 27 ottobre 1949: Un Lockheed Constellation della Air France, operante il Volo Air France 009, accingendosi a fare lo scalo intermedio di Santa Maria sulla rotta Parigi- New York, si schiantò contro il monte Redondo della vicina isola di São Miguel. Tutti i 37 passeggeri e gli 11 membri dell'equipaggio perirono nell'incidente. Tra i passeggeri vi erano la famosa violinista francese Ginette Neveu, insieme al fratello Jean Paul, e il campione di pugilato Marcel Cerdan. Cause probabili dell'incidente furono lo scarso rapporto dell'equipaggio ed errori nella procedura di avvicinamento allo scalo.
- 8 febbraio 1989: un Boeing 707 proveniente dall'Aeroporto di Bergamo-Orio al Serio e operante il volo charter Independent Air 1851 si schiantò, durante l'avvicinamento allo scalo, contro il monte Pico Alto dell'isola di Santa Maria. Il velivolo andò distrutto e i 137 passeggeri più i 7 membri dell'equipaggio perirono. L'incidente fu causato da cattive comunicazioni e dal mancato rispetto delle procedure standard di avvicinamento da parte dell'equipaggio e del controllo del traffico aereo.[12]
- 23 giugno 2018:  Un Boeing 787 della Avianca, operante il volo 047 da Madrid a Bogotà, fu costretto a un atterraggio di emergenza sull'aeroporto di Santa Maria a causa di un allarme segnalato dall'impianto elettrico di bordo.[13]